# Bollmannia boqueronensis
Bollmannia boqueronensis es una especie de peces de la familia de los Gobiidae en el orden de los Perciformes.

## Morfología
Los machos pueden llegar a alcanzar los 10 cm de longitud total.

## Distribución geográfica
Se encuentra desde el sur de Florida (Estados Unidos) hasta el norte de Sudamérica.

## Observaciones
Es inofensivo para los humanos.